# AMOR (Roboter)

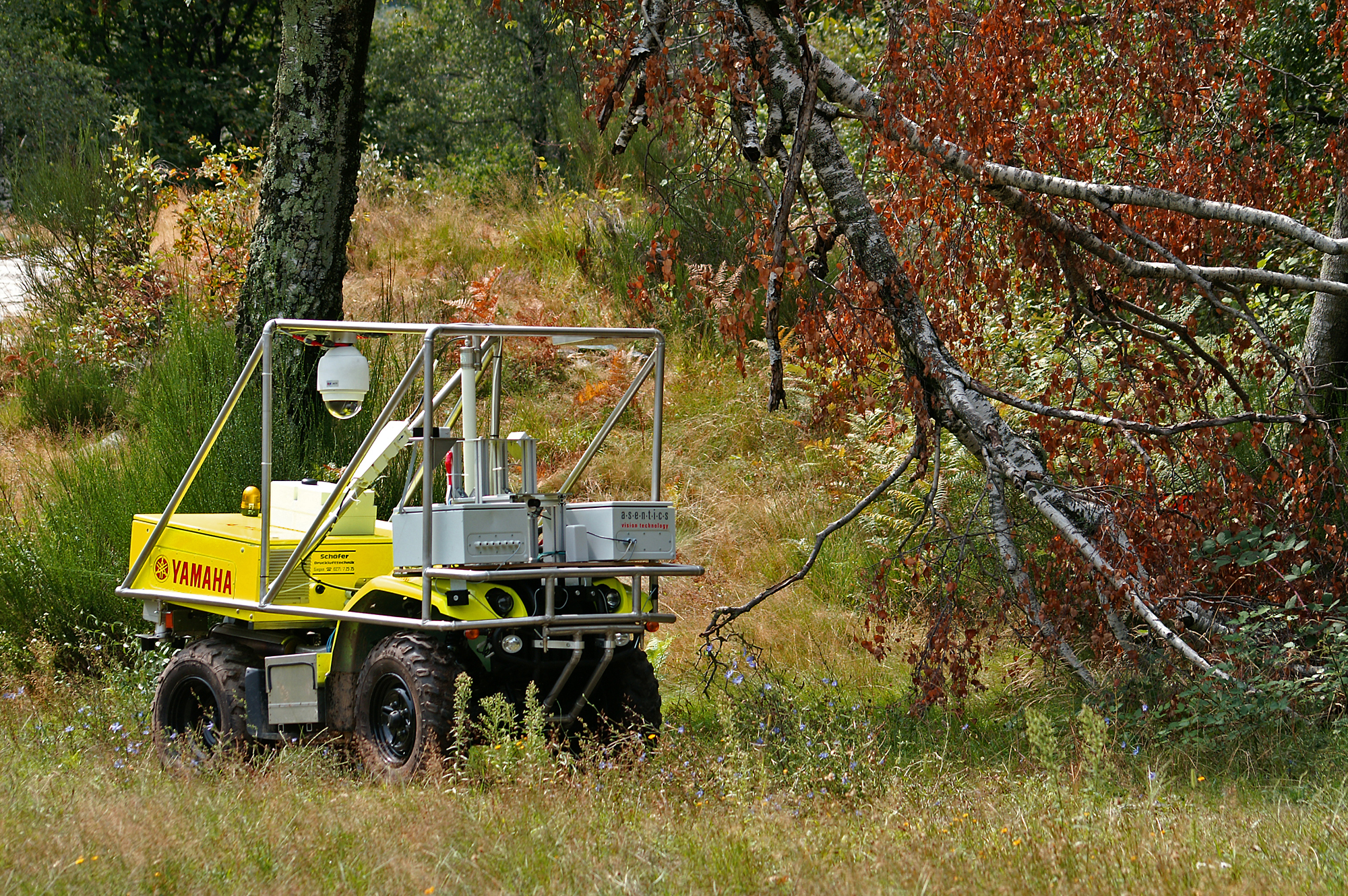
AMOR im Gelände

AMOR (kurz für Autonomous Mobile Outdoor Robot) ist ein Außenbereichsroboter des Instituts für Echtzeit Lernsysteme an der Universität Siegen.
Dieser fahrende Roboter basiert auf einem Quad vom Typ Yamaha Kodiak 400, das mit verschiedenen Aktoren und Sensoren ausgerüstet wurde. Lenkung, Gas, Bremse und Gangschaltung können fernbedient oder vom eingebauten Computer gesteuert werden. Um seinen Zustand und seine Umgebung zu erfassen, ist AMOR mit folgenden Sensoren ausgestattet:
- Laserscanner (zwei vorne, einer hinten)
- Ultraschallsensoren (fünf vorne)
- Bildgebende Kameras (eine vorausschauend, eine zentral mit Rundumsicht)
- Smart-Kamera
- Inertialsensorsystem aus mehreren Beschleunigungs- und Drehratensensoren pro Achse
- Optische Bewegungserkennung (OBE) (zwei Einheiten am Heck des Fahrzeugs)
- Elektronischer Kompass
- Differentielles GPS
- Wetterstation

## Konzept
Der Roboter sollte Geländegängigkeit, hohe Reichweite und Robustheit gegenüber Wetter- und Umwelteinflüssen in sich vereinen. Um einerseits eine hohe Geländegängigkeit und andererseits eine hohe Reichweite zu ermöglichen, wurde auf ein kettengetriebenes Fahrzeug aufgrund des hohen Energieverbrauchs verzichtet. Stattdessen wurde ein kleineres radgetriebenes Fahrzeug mit Verbrennungsmotor ausgewählt. Die Wahl fiel auf ein sogenanntes ATV (All Terrain Vehicle), welches trotz geringer Größe sehr geländegängig ist. Diese Fahrzeuge sind des Weiteren sehr robust und unempfindlich gegenüber Umwelteinflüssen.
Ein Zentraler Punkt des Projektes ist die Verwendung von vielen kostengünstigen Sensoren, welche ihre jeweiligen Stärken bei verschiedenen Wetter- und Umweltbedingungen ausspielen können.
Um die Menge der zu verarbeitenden Daten zu verringern, und die Einhaltung von Echtzeitanforderungen zu gewährleisten, werden die Daten verschiedener einzelner Sensoren in Mikrorechnern vorverarbeitet. Der Roboter verfügt über einen leistungsstarken Rechner auf x86 Basis, der über einen CAN-Bus an die Sensoren und Aktoren angebunden ist und so die Steuerung des Fahrzeugs übernimmt.

## Auszeichnungen
Der erste große Erfolg, den das AMOR-Team um Institutsleiter Klaus-Dieter Kuhnert erreichen konnte, war der Sieg des Urban/Non-urban Autonomous Reconnaissance Scenario auf der C-ELROB 2007. Während derselben Veranstaltung belegte AMOR einen zweiten Platz im Non-urban Reconnaissance Scenario sowie den fünften Platz im Urban Reconnaissance Scenario.
Im Rahmen der M-ELROB 2010 wurde AMOR nach den Siegen in den Kategorien Maultier und Transport und einem zweiten Platz in der Kategorie Annäherung mit dem Innovationspreis ausgezeichnet.